# Datsan d'Atsagat
 (février 2024).
Le datsan d'Atsagat (tibétain དགའ་ལྡན་དར་རྒྱས་གླིང, Wylie : dga' ldan dar rgyas gling ; bouriate de Russie : Асагадай дасан (Asagadai dasan) ; en russe : Ацага́тский даца́н , Atsagantski datsan) est un temple bouddhiste tibétain situé dans le village de Naryn-Atsagat du raïon de Zaïgraïevo en Bouriatie.

## Histoire
Le datsan a été fondé en 1825 dans le village de Naryn-Atsagat. En août 1936, par décision du conseil municipal d'Oulan-Oudé, il a été liquidé, et a été refondé qu'en 1992.